# 존스타운 홍수

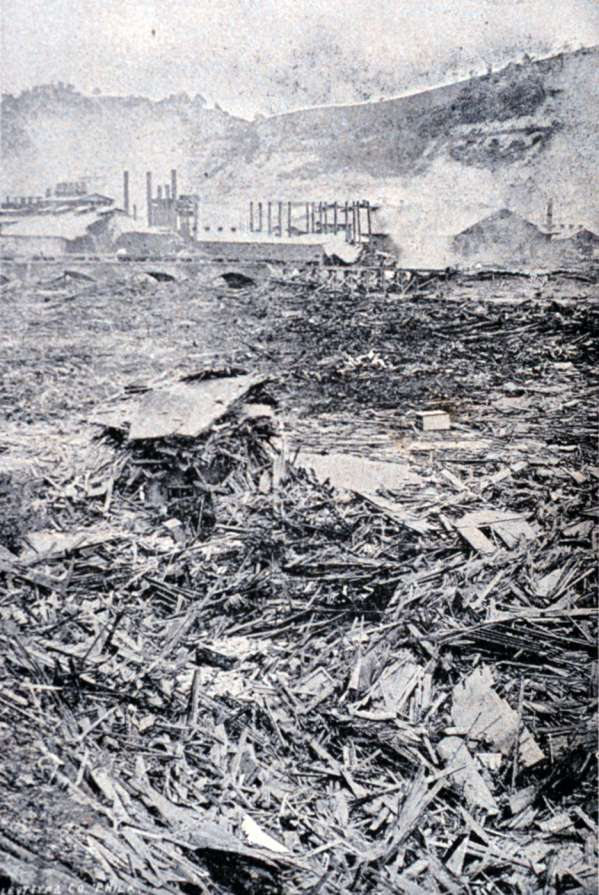
존스타운 홍수

존스타운 홍수(영어: Johnstown Flood)는 1889년 5월 31일 펜실베이니아주 존스타운에서 사우스포크 댐이 붕괴되어서 발생한 홍수로, 2,200명 이상이 사망하였다.

## 같이 보기
- 존스타운 홍수 국립기념지